# Гус-Грин
Гус-Грин — поселок в Кемпе в районе Лафония на острове Восточный Фолкленд Фолклендских островов. Он расположен на побережье залива Шуазёль, в восточной части острова на Центральном перешейке, в 3 км к югу-юго-западу от Дарвина. Население посёлка составляет около 40 человек, это третье по величине поселение Фолклендских островов, после Стэнли и Маунт-Плезант.
В Гус-Грине есть магазин и небольшой аэродром. Среди местных достопримечательностей подвесной мост Bodie Suspension Bridge и останки корабля Vicar of Bray времён Калифорнийской Золотой лихорадки.
Ферма Гус-Грин занимает территорию 1700 кв. км, что вдвое больше, чем фермы в Порт-Хауарде и Норт-Арме. Во время Фолклендской войны в этих местах проходило сражение при Гус-Грин.

## История
Гус-Грин был основан в 1875 году, здесь был построен сальный завод.
Согласно энциклопедии Британника 1911 года, на рубеже 20-го века, многие местные жители были в шотландцами, что частично отражается в местных топонимах, таких как Брентон-Лох. В это время там было зарегистрировано 13 человек. Примерно в это же время начался упадок Гус-Грина:
«Консервный завод, открытый в Гус-Грине в 1911 году, был чрезвычайно успешным в течение девяти лет. Он вызвал повышение поголовья овец, но во время спада в послевоенные годы концерн понес серьезные потери и в 1921 году его закрыли.»
Несмотря на эту неудачу, поселок вырос после того, как он стал базой для овцеводческой фермы, принадлежащей Falkland Islands Company в Lafonia в 1922 году — население выросло почти до 200 человек, занимавшихся овцеводством. В 1927 году здесь был построен огромный крытый загон для стрижки овец вместимостью 5000 голов, который считается крупнейшим в мире. Однако, это утверждение трудно проверить. В 1979 году поголовье овец в Гус-Грине превышало 100 тысяч.
Вплоть до 1970-х годов в Гус-Грине находилась государственная школа-интернат на 40 мест. Позже интернат был переведен в Стэнли, хотя в последнее время акцент делался на местное образование. После захвата острова Аргентиной, школа стала штаб-квартирой аргентинской армии и была сожжена во время Фолклендской войны. В дальнейшем было построено новое здание школы.
Население города сокращалось со времён Фолклендской войны. В 1982 году здесь насчитывалось сто жителей; в 2000 году их было сорок. Посёлок является частью владений государственной компании Falkland Landholdings Corporation.
В районе посёлка установлена Радиолокационная антенная решетка Фолклендских островов, часть Двойной авроральной радиолокационной суперсети (Super Dual Auroral Radar Network, SuperDARN), международной сети радиолокаторов для исследования верхней атмосферы и ионосферы. Массив, содержащий 16 мачт 15-метровой высоты, начал работу в 2010 году.

### Фолклендская война
Гус-Грин во время Фолклендской войны был занят аргентинскими войсками. Более ста островитян были заключены в общественном здании, в то время как более 1200 аргентинских солдат заняли населенный пункт и близлежащий Дарвин. 28-29 мая 1982, он стал местом первого сухопутного сражения этой войны (см. Сражение при Гус-Грин). Поселение находилось поблизости к месту высадки английского десанта в Сан-Карлосе, и английское командование стремилось одержать быструю победу, даже несмотря на то, что посёлок не имел военного значения. Район посёлка по-прежнему сильно заминирован.